# 1 대 100
《1 대 100》은 2007년 5월 1일부터 2018년 12월 18일까지 KBS 2TV에서 방송되었던 퀴즈 프로그램이다.

## 개요
- 대한민국의 《1 대 100》퀴즈쇼는 네덜란드의 텔레비전 프로그램 제작업체 엔데몰 사의 《1 VS 100》의 프로그램 포맷을 구입해 2007년부터 방송을 시작하였다.[1]
- 전체 100명 중 각 도전자의 이름 명찰 대신 번호표를 부착하였다.
- 네덜란드, 미국, 영국, 호주, 프랑스, 이탈리아, 독일, 오스트리아, 덴마크, 스웨덴, 스페인, 노르웨이, 포르투갈, 스위스, 러시아, 브라질, 아르헨티나, 일본, 튀르키예, 이스라엘, 중국, 대만, 필리핀, 베트남 등 전세계 약 38개의 나라들이 1 VS 100 프로그램 포맷을 구입하거나 각 나라별 특성에 맞는 구성으로 각색하여 방송을 제작한 바가 있다.
- 미국 NBC사 또한 엔데몰 사로부터 프로그램 포맷을 구입해서 《1 VS. 100》이라는 동명의 제목으로 프로그램을 2011년까지 방송하였으며, 방송 초기에는 이러한 사실이 잘 알려지지 않아 일부에서《1 대 100》이 미국 NBC 방송국 《1 VS. 100》의 표절 의혹을 제기했다가 KBS에서 미리 판권을 구입해 놓고 방송을 시작하였다는 사실이 알려지게 되면서[1] 표절 시비는 종결되었다.

## 방송 시간
| 방송 채널 | 방송 기간                          | 방송 시간                          |
| --------- | ---------------------------------- | ---------------------------------- |
| KBS 2TV   | 2007년 5월 1일 ~ 2008년 3월 25일   | 매주 화요일 밤 8시 50분 ~ 9시 55분 |
| KBS 2TV   | 2009년 10월 6일 ~ 2010년 4월 27일  | 매주 화요일 밤 8시 50분 ~ 9시 55분 |
| KBS 2TV   | 2012년 1월 3일 ~ 2012년 9월 25일   | 매주 화요일 밤 8시 50분 ~ 9시 55분 |
| KBS 2TV   | 2012년 10월 3일 ~ 2013년 6월 25일  | 매주 화요일 밤 8시 50분 ~ 9시 55분 |
| KBS 2TV   | 2014년 10월 7일 ~ 2014년 12월 30일 | 매주 화요일 밤 8시 50분 ~ 9시 55분 |
| KBS 2TV   | 2008년 4월 1일 ~ 2009년 3월 31일   | 매주 화요일 밤 8시 55분 ~ 9시 55분 |
| KBS 2TV   | 2011년 11월 8일 ~ 2011년 12월 27일 | 매주 화요일 밤 8시 55분 ~ 9시 55분 |
| KBS 2TV   | 2013년 7월 2일 ~ 2014년 9월 30일   | 매주 화요일 밤 8시 55분 ~ 9시 55분 |
| KBS 2TV   | 2015년 1월 6일 ~ 2018년 12월 18일  | 매주 화요일 밤 8시 55분 ~ 9시 55분 |
| KBS 2TV   | 2009년 4월 21일 ~ 2009년 10월 13일 | 매주 화요일 밤 9시 ~ 9시 55분      |
| KBS 2TV   | 2010년 5월 4일 ~ 2011년 10월 25일  | 매주 화요일 밤 8시 50분 ~ 9시 50분 |
| KBS 2TV   | 2014년 11월 4일 ~ 2014년 11월 11일 | 매주 화요일 밤 8시 50분 ~ 9시 50분 |

## 진행자
| 역대 | 진행자             | 진행 기간                          |
| ---- | ------------------ | ---------------------------------- |
| 1대  | 김용만 개그맨      | 2007년 5월 1일 ~ 2008년 5월 13일   |
| 2대  | 손범수 방송인      | 2008년 5월 20일 ~ 2012년 4월 24일  |
| 3대  | 한석준 前 아나운서 | 2012년 5월 1일 ~ 2014년 12월 30일  |
| 4대  | 조우종 前 아나운서 | 2015년 1월 6일 ~ 2016년 8월 23일   |
| 5대  | 조충현 前 아나운서 | 2016년 8월 30일 ~ 2018년 12월 18일 |

## 단계별 상금 지급 액수
| 단계/상금액수 | 1~80회                                      | 81~105회                                    | 106~132회 165~288회                         | 133~164회                                   | 289~469회                                   | 470~544회                                   |
| ------------- | ------------------------------------------- | ------------------------------------------- | ------------------------------------------- | ------------------------------------------- | ------------------------------------------- | ------------------------------------------- |
| 1             | 10,000                                      | 10,000                                      | 10,000                                      | 10,000                                      | 10,000                                      | 10,000                                      |
| 2             | 50,000                                      | 30,000                                      | 30,000                                      | 50,000                                      | 20,000                                      | 20,000                                      |
| 3             | 100,000                                     | 50,000                                      | 50,000                                      | 70,000                                      | 30,000                                      | 30,000                                      |
| 4             | 150,000                                     | 100,000                                     | 70,000                                      | 100,000                                     | 50,000                                      | 40,000                                      |
| 5             | 200,000                                     | 150,000                                     | 100,000                                     | 150,000                                     | 70,000                                      | 50,000                                      |
| 6             | 250,000                                     | 200,000                                     | 150,000                                     | 200,000                                     | 100,000                                     | 100,000                                     |
| 7             | 300,000                                     | 250,000                                     | 200,000                                     | 250,000                                     | 150,000                                     | 120,000                                     |
| 8             | 350,000                                     | 300,000                                     | 250,000                                     | 300,000                                     | 200,000                                     | 150,000                                     |
| 9             | 400,000                                     | 400,000                                     | 300,000                                     | 350,000                                     | 250,000                                     | 200,000                                     |
| 10            | 450,000                                     | 500,000                                     | 400,000                                     | 400,000                                     | 300,000                                     | 250,000                                     |
| 11            | 500,000                                     |                                             | 500,000                                     | 450,000                                     | 400,000                                     | 300,000                                     |
| 12            |                                             |                                             |                                             | 500,000                                     | 500,000                                     | 350,000                                     |
| 단계 외       | 연장전                                      | 연장전                                      | 연장전                                      | 연장전                                      | 연장전                                      | 연장전                                      |
| 우승 상금     | 1인 : 5,000만원 100인: 1인 도전자 적립 상금 | 1인 : 5,000만원 100인: 1인 도전자 적립 상금 | 1인 : 5,000만원 100인: 1인 도전자 적립 상금 | 1인 : 5,000만원 100인: 1인 도전자 적립 상금 | 1인 : 5,000만원 100인: 1인 도전자 적립 상금 | 1인 : 5,000만원 100인: 1인 도전자 적립 상금 |

## 1인 우승자
| 역대(대수) | 이름          | 직업(분야)                                                  | 회차  | 연도   | 방송일    | 참고 링크             | 비고 / 참고 사항 |
| ---------- | ------------- | ----------------------------------------------------------- | ----- | ------ | --------- | --------------------- | --- |
| 1대        | 정영진        | UCC 프로그램 진행자                                         | 6회   | 2007년 | 6월 5일   | 《1 대 100》 홈페이지 | 《1 대 100》에서 100인 중 22번으로 참가, 첫 번째 우승자, 8단계 차다혜 (前 KBS 아나운서, 現 방송인, 당시 여대생)와의 1:1 대결에서 우승                                      |
| 2대        | 이욱륜        | 한국전력공사 전력연구원                                     | 18회  | 2007년 | 8월 28일  |                       | 두 번째 도전 8단계 1:1 대결에서 우승, 이옥륜은 1번째 도전한 8회에서 6단계까지 올라갔으며, 18회에 1인으로 재도전해 우승했다.                                                |
| 3대        | 김준겸        | 서울대학교 경제학과 2학년 (당시 휴학)                       | 28회  | 2007년 | 11월 13일 |                       | 《1 대 100》 최연소 우승자 (8단계 1:3 상황에서 우승) |
| 4대        | 신은임        | 한국외국어대학교 대학원 중국어과 (당시 입학 예정)           | 40회  | 2008년 | 2월 12일  |                       | 《1 대 100》 최초의 여성 우승자, 유일한 일반인 여성 우승자 10단계 1:2 상황에서 우승                                                                                        |
| 5대        | 김경목        | 취업준비생                                                  | 52회  | 2008년 | 5월 6일   |                       | 두 번째 참가 9단계 1:4 상황에서 우승 <<1 대 100 왕중왕전 우승자>> |
| 6대        | 이재욱        | 서울대학교 에너지시스템공학부 석유가스 공학 연구실 석사과정 | 63회  | 2008년 | 7월 22일  |                       | 월드 미스 유니버시티 특집 우승자 8단계 1:1 상황에서 우승 |
| 7대        | 박지선        | KBS 공채 22기 개그우먼, 고려대학교 교육학 학사              | 101회 | 2009년 | 4월 28일  |                       | 《1 대 100》 100회 특집 우승자 8단계 1:2 상황에서 우승 연예인 최초 1인 우승자이자 1인과 100인에서 모두 우승 더블 찬스 실패로 우승상금의 절반만 획득 (2020년 11월 2일 사망) |
| 8대        | 박상흠        | KT 기업고객부문, 고려대학교 전기공학과 93학번               | 123회 | 2009년 | 10월 6일  | 박상흠 블로그 참고    | 9단계 1:1 대결에서 우승, 50% 사회 기부 약속 |
| 9대        | 황현희        | KBS 19기 공채 개그맨                                        | 136회 | 2010년 | 1월 5일   |                       | 7단계 1:10 상황에서 우승 (故)박지선 이후 연예인 겸 개그우먼 으로서의 두 번째 우승자 연예인 최초로 최고 상금 5000만원 획득                                                  |
| 10대       | 전태관        | 봄여름가을겨울 드러머                                       | 149회 | 2010년 | 4월 6일   |                       | 8단계 1:4 상황에서 우승 가수 최초의 우승자 (2018년 12월 27일 사망) |
| 11대       | 김태경        | 마케팅 전문가                                               | 159회 | 2010년 | 6월 15일  |                       | 8단계 1:4 상황에서 우승, 일반인 마지막 5000만원 우승자 |
| 12대       | 강수정        | KBS 28기 공채 前 아나운서, 현 프리랜서 방송인               | 175회 | 2010년 | 11월 9일  |                       | 9단계 1:3 상황에서 우승 4번째 연예인 우승자, 역대 3번째 여성우승자 |
| 13대       | 피터 바돌로뮤 | 한옥지킴이                                                  | 183회 | 2011년 | 1월 11일  |                       | 7단계 1:6 상황에서 우승 최초의 외국인 우승자 (역대 우승자 중 최고령자) 역대 5000만원 최단 공백기(8주)                                                                      |
| 14대       | 장진영        | 변호사                                                      | 202회 | 2011년 | 5월 24일  |                       | 9단계 1:3 상황에서 우승 |
| 15대       | 이창명        | 개그맨                                                      | 233회 | 2012년 | 2월 7일   |                       | 9단계 1:1 대결에서 우승 (故)박지선(개그우먼), 황현희(개그맨) 이후 세 번째 연예인 겸 개그맨 우승자                                                                          |
| 16대       | 서수민        | 개그콘서트 PD                                               | 264회 | 2012년 | 9월 25일  |                       | 8단계 1:2 상황에서 우승 역대 네 번째 여성우승자 |
| 17대       | 유민상        | 개그맨                                                      | 311회 | 2013년 | 9월 24일  |                       | 7단계 1:2 상황에서 우승 (故)박지선, 황현희, 이창명 이후 네 번째 연예인 겸 개그맨 우승자, 역대 두번째 최소 적립금 우승(517만원)                                             |
| 18대       | 성혁          | 배우                                                        | 361회 | 2014년 | 11월 4일  |                       | 7단계 1:1 상황에서 우승, 역대 최소 적립금 우승(471만원) |
| 19대       | 한혜연        | 스타일리스트                                                | 424회 | 2016년 | 2월 23일  |                       | 8단계 1:4 상황에서 우승 역대 다섯 번째(마지막) 여성 우승자이자 역대 5000만원 최장 공백기(477일, 63회)                                                                      |
| 20대       | 남궁인        | 의사 겸 칼럼니스트                                          | 470회 | 2017년 | 1월 31일  |                       | 9단계 1:1 상황에서 우승 |
| 21대       | 김태우        | 가수                                                        | 490회 | 2017년 | 7월 25일  |                       | 12단계 1:1 상황에서 우승 역대 세 번째 도전 끝에 우승(194, 287회 참가) |
| 22대       | 박경          | 가수 (블락비)                                               | 540회 | 2018년 | 11월 13일 |                       | 9단계 1:1 상황에서 우승(역대 마지막 우승자) |

## 최후의 1인 (완소 퀴즈왕)
- 마지막까지 생존한 100인은 최후의 1인이 되며, 1인 도전자가 떨어지기 전까지 누적된 상금을 받는다.
- 16회까지는 1인 도전자가 떨어진 시점에 100인 중에서 2명 이상이 남아 있으면 상금을 나누어 가졌기 때문에 도전자 1인과 남은 100인 중에서 혼자만 생존해야 최후의 1인이 될 수 있었다.
- 최후의 1인은 특집이나 390회부터 신설된 최후의 1인 리턴즈 그룹으로 재출연할 수 있다.

### 연예인 최후의 1인
| 연도   | 방송일    | 회차       | 라운드     | 이름                        | 직업                  | 참고 링크 | 비고 / 참고 사항 |
| ------ | --------- | ---------- | ---------- | --------------------------- | --------------------- | --------- | --- |
| 2008년 | 8월 26일  | 67회       | 전반전     | (故)박지선(김태훈 편)       | 前 개그우먼           | -         | 8단계에서 3명 중 최후의 1인 결정 769만원 획득                                                                        |
| 2009년 | 6월 2일   | 106회      | 전반전     | 송준근(남성진 편)           | 개그맨                | -         | 10단계에서 2명 중 최후의 1인 결정 1,085만원 획득 역대 연예인 완소 퀴즈왕 최다 상금 수령자                            |
| 2009년 | 6월 23일  | 109회      | 후반전     | 유승찬(홍석태 편)           | 가수                  | -         | 9단계에서 2명 중 최후의 1인 결정 493만원 획득                                                                        |
| 2009년 | 12월 8일  | 133회      | 후반전     | 장동혁(이지운 편)           | 개그맨                | -         | 7단계에서 6명 중 최후의 1인 결정 173만원 획득                                                                        |
| 2010년 | 7월 6일   | 161회      | 전반전     | 박화요비(박정숙 편)         | 가수                  | -         | 7단계에서 4명 중 최후의 1인 결정 539만원 획득                                                                        |
| 2010년 | 11월 30일 | 177회      | 전반전     | 김영웅(최정원 편)           | 뮤지컬배우            | -         | 7단계 1대2 상황에서 승리 맘마미아 팀으로 참가 698만원 획득                                                           |
| 2010년 | 12월 7일  | 178회      | 전반전     | 박상민(하하 편)             | 가수                  | -         | 8단계에서 3명 중 최후의 1인 결정 281만원 획득                                                                        |
| 2011년 | 1월 11일  | 183회      | 전반전     | 조빈(변진섭 편)             | 가수(노라조)          | -         | 6단계에서 3명 중 최후의 1인 결정 408만원 획득                                                                        |
| 2011년 | 8월 16일  | 213회      | 후반전     | 김정렬(아나운서 박사임 편)  | 개그맨                | -         | 6단계 1대3 상황에서 승리 667만원 획득                                                                                |
| 2011년 | 8월 23일  | 214회      | 전반전     | 홍인규(황영조 편)           | 개그맨                | -         | 7단계에서 승리 330만원 획득                                                                                          |
| 2011년 | 10월 18일 | 219회      | 전반전     | 조수원(은정 편)             | 개그맨                | -         | 9단계에서 승리 250만원 획득                                                                                          |
| 2011년 | 11월 1일  | 221회      | 전반전     | 이상훈(임백천 편)           | 개그맨                | -         | 8단계에서 승리 262만원 획득                                                                                          |
| 2012년 | 1월 24일  | 스타퀴즈왕 | 스타퀴즈왕 | 박현빈                      | 가수                  | -         | 스타퀴즈왕 우승 3000만원 획득                                                                                        |
| 2012년 | 7월 3일   | 254회      | 후반전     | 김형인(한병덕 편)           | 개그맨                | -         | 7단계에서 승리 229만원 획득                                                                                          |
| 2012년 | 7월 24일  | 257회      | 후반전     | 따루 살미넨(한준희 편)      | 방송인                | -         | 7단계에서 승리 289만원 획득 유일한 연예인 100인 우승자                                                               |
| 2012년 | 11월 27일 | 270회      | 전반전     | 바람(남경주 편)             | 가수(빅스타)          | -         | 8단계에서 승리 210만원 획득 유일한 아이돌 연예인 100인 우승자                                                        |
| 2013년 | 7월 23일  | 303회      | 후반전     | 이재훈 (이창훈 편)          | 개그맨                | -         | 8단계에서 승리 400만원 획득                                                                                          |
| 2013년 | 9월 17일  | 310회      | 전반전     | 신재은 (성우 송도순 편)     | 방송인(조영구의 부인) | -         | 9단계에서 승리 386만원 획득                                                                                          |
| 2013년 | 12월 17일 | 321회      | 전반전     | 장수원 (개그우먼 이성미 편) | 가수                  | -         | 6단계 1대3상황에서 승리 500만원 획득                                                                                 |
| 2014년 | 8월 19일  | 351회      | 후반전     | 정해철 (남재현 편)          | 개그맨                | -         | 7단계에서 우승 54만원 획득 역대 연예인 완소 퀴즈왕 최소 상금 수령자이자 마지막 연예인 100인 우승자 1대4상황에서 승리 |

## 특집 방송 목록
| 연도   | 방송일             | 회차             | 특별 에피소드 제목                                           | 기타 / 참고 사항 | 관련 링크 |
| ------ | ------------------ | ---------------- | ------------------------------------------------------------ | --- | --- |
| 2007년 | 7월 17일           | 12회             | 미스코리아 100인 출연 <1편>                                  | 가수 J, KBS 기자 김가림 출연 | 미스코리아 특별 에피소드 1편                                                                                  |
| 2007년 | 7월 24일           | 13회             | 미스코리아 100인 출연 <2편>                                  | 가수 J, KBS 기자 김가림 출연 | 미스코리아 특별 에피소드 2편                                                                                  |
| 2007년 | 7월 31일           | 14회             | 여름 특집 대학생 보디빌더 100인 출연                         | 대학생 보디빌더들이 상의를 탈의한 상태로 1인과 퀴즈대결을 함 | 여름 특집 대학생 보디빌더                                                                                     |
| 2007년 | 9월 18일           | 21회             | 추석 특집 - 《2 대 100》                                     | 《1 대 100》의 1인이 2인으로 출연하여 진행. | 추석 특집 《2 대 100》                                                                                        |
| 2007년 | 10월 16일          | 24회             | 부산 특집                                                    | 부산 시민이 1인과 100인 자격으로 출연, 《1 대 100》 최초 지역 특집 | 부산 특집 |
| 2007년 | 10월 30일          | 26회             | 광주 특집                                                    | 광주 시민이 1인과 100인 자격으로 출연, 2번째 지역특집 | 광주 특집 |
| 2007년 | 11월 20일          | 29회             | 대구 특집                                                    | 대구 시민이 1인과 100인 자격으로 출연, 3번째 지역특집 | 대구 특집 |
| 2007년 | 12월 4일           | 31회             | 의대생 특집 《1 대 의대생 100》                              | 연예인 김구라 출연, 의대생이 100인의 자격으로 출연 | 의대생 특집                                                                                                   |
| 2008년 | 1월 1일            | 35회             | 대전 특집                                                    | 대전 시민이 1인과 100인 자격으로 출연, 4번째 지역특집 | 대전 특집 |
| 2008년 | 1월 8일            | 36회             | 고시합격자 특집 《1 대 고시합격자 100》<1편>                 | 행정고시, 사법고시 합격자 각 50명씩 총 100명이 100인 자격으로 출연 | 고시합격자 특집                                                                                               |
| 2008년 | 1월 15일           | 37회             | 고시합격자 특집 《1 대 고시합격자 100》<2편>                 | 행정고시, 사법고시 합격자 각 50명씩 총 100명이 100인 자격으로 출연, 연예인 이유진 출연 | 고시합격자 특집                                                                                               |
| 2008년 | 1월 22일           | 38회             | 2008년 KBS 신입사원 34기 공채 특집 《1 대 KBS 신입사원 100》 | KBS 신입사원 34기 공채 91명과 기존 사원 9명으로 총 100명이 100인 자격으로 출연 | KBS 신입사원 34기 공채 특집, 더블찬스 제도 도입                                                               |
| 2008년 | 1월 29일           | 39회             | 2008년 KBS 신입사원 34기 공채 특집 《1 대 KBS 신입사원 100》 | KBS 신입사원 34기 공채 91명과 기존 사원 9명으로 총 100명이 100인 자격으로 출연 | KBS 신입사원 34기 공채 특집, 더블찬스 제도 도입                                                               |
| 2008년 | 2월 12일           | 40회             | 2008년 무자년 특집 《1 대 쥐띠 100》                         | 태어난 해가 쥐띠(1960년, 1972년, 1984년 등)인 사람 100인 출연 | 무자년 특집                                                                                                   |
| 2008년 | 4월 29일           | 51회             | 1 대 100 탄생 1주년 특집 《1 대 100 왕중왕전》<1편>          | 이민호<30회에서 14단계(연장3단계)까지 진출> | 왕중왕전 1편                                                                                                  |
| 2008년 | 5월 6일            | 52회             | 1 대 100 탄생 1주년 특집 《1 대 100 왕중왕전》<2편>          | 김경목(26회 출연) | 왕중왕전 2편                                                                                                  |
| 2009년 | 1월 20일           | 88회             | 1 대 초등학생100 《방학특집, 초등학생을 이겨라!》            | 1인 : 김병만, 진보라 전국의 초등학생들중 예심을 거친 100명이 출연. 이 회차 한정으로 우승 상금을 3000만원으로 줄였다.(단, 단계별 적립금은 유지했다) | 방학특집, 초등학생을 이겨라!                                                                                  |
| 2009년 | 3월 3일            | 93회             | 2009 공사창립특집                                            | 1인 : 이혁재, 박현주(PD 지망생) 100인 : KBS<한국어 아나운서>, KBS<한국어진흥연구원>, KBS<스포츠 해설위원>, <KBSi>직원, KBS<기자>와<예능피디>, KBS<21기 공채 신인탤런트>와 <23기 공채 개그맨>, KBS 대표 <리포터>와 KBS 공채출신 <성우>, KBS<기상 캐스터>, KBS <35기 신입사원> | 공사창립특집                                                                                                  |
| 2009년 | 4월 21일, 28일     | 100,101회        | 100회특집                                                    | 1인 : 김준, (故)박지선 100인 : 1대100 상금획득자 100명의 답(분포도보기) 등장, 더블 찬스 일시 부활, 우승자 출제 문제 등장 | 100회 특집 |
| 2009년 | 6월 30일           | 110회            | 아내 특집 - 최후의 아내                                      | 1인 : 김국진, 김현학 100인 : 직업군인, 생필품 모니터 & 교육교재 편집부, 주부야구단&주부 모델, 주부 퀴즈왕 | 아내 특집 |
| 2009년 | 7월 14일, 21일     | 112,113회        | 절대퀴즈왕 특집                                              | 1대100(박용민), 퀴즈 대한민국(29대 퀴즈영웅 권오식), 도전 골든벨(15대 골든벨 이창순), 우리말 겨루기(16대 우리말 달인 박제경), 장학퀴즈 등 각종 퀴즈 프로그램 우승자 출연<()는 1인 출연자> | 절대퀴즈왕 |
| 2010년 | 2월 16일           | 142회            | 천하무적 야구단 특집                                         | 1인 : 김성수, 이하늘 100인 : 천하무적야구단 관련 38명, 예심통과자 62명 | 천하무적야구단 특집                                                                                           |
| 2010년 | 3월 2일            | 144회            | 2010공사창립특집                                             | 1인 : 황수경, 이명한 100인 : KBS 대표 아나운서, KBS 대표 기상캐스터, 연예인 퀴즈군단 등 여러 그룹, KBS와 인연있는 출연자들 등 | 공사창립특집                                                                                                  |
| 2010년 | 7월 6일            | 161회            | 산업안전보건 특집                                            | 1인 : 박정숙, 강성규(산업안전보건공단 대표(연구원장)) 100인 : 산업안전보건공단 관련 40명, 예심통과자 55명, 김진, 화요비, 오나미, 김정민, 김재욱 | 산업안전보건 특집                                                                                             |
| 2011년 | 2월 15일           | 188회            | 남녀특집                                                     | 1인 : 박영진, 김영희(두분토론) 100인 : 남성 도전자 : <살림 잘하는 남편들> <마른 남자들> <남자 간호사 모임> <무뚝뚝한 경상도 사나이들> <새내기 공처가·애처가들> 여성 도전자 : <축산학과 여학생들> <20년차 주부들> <여자경찰들> <여자인권보장위원회> <꽃미남 좋아하는 아줌마들> <곰신클럽> 45명의 예심통과자, 연예인 퀴즈군단                                                                                    | 남녀특집 |
| 2011년 | 3월 1일            | 190회            | 2011공사창립특집                                             | 1인 : 이정, 곽정환 100인 : KBS 및 KBS의 각종 프로그램과 관련 깊은 도전자들, 예심통과자, 연예인 퀴즈군단 | 공사창립특집                                                                                                  |
| 2011년 | 4월 12일           | 196회            | 대학 등록금 마련특집                                         | 1인 : 김소정(슈퍼스타 K 시즌2 TOP11), 김윤석(대학생) 적립금은 300만원에서 시작, 단계별 적립금과 우승상금(5000만원)은 그대로 유지 | 대학 등록금 마련특집                                                                                          |
| 2011년 | 5월 10일           | 200회            | 200회 특집                                                   | 1인 : 김종민 은지원 (2대 100 특집) 전화찬스 일시적으로 부활(엄태웅) 사전퀴즈 - 저단계 대거탈락, 5000만원 획득문제, 찬스 쓰고도 100인과 전원 탈락한 문제들, 인기 검색어 1위 문제를 포함한 5문제 중 3문제 성공시 적립금과 우승상금 2배로(우승시 1억원)(단계별 적립금은 그대로) 100인 출연자는 역대 최후의 1인 상금 획득자&아깝게 탈락한 도전자들 연예인 퀴즈군단 중 최후의 1인도 참가(장동혁, 화요비, 송준근 등) | 200회 특집 |
| 2011년 | 10월 25일          | 220회            | 사회초년생 특집                                              | 1인 : 나영석, 메이비 100인 : <연예인 퀴즈 군단> <KBS 신입사원> <요리사> <스턴트맨> <초등학교 교사> <광고인> <변호사> <소방관> <증권사 애널리스트> <호텔리어> <작사,작곡가> <의사> <사회복지사> <신춘문예 당선자> | 사회초년생 특집                                                                                               |
| 2011년 | 12월 20일          | 227회            | 크리스마스 특집-김제동과 100명의 女子                        | 1인 : 김제동 100인 : <연예인 퀴즈 군단> <지금은 기마시대> <재테크의 여왕! 골드미스> <등산 동호회! 오르막 내리막> <역대 미스코리아 수상자> <제복의 여신> 66명의 예심통과자 /보너스 퀴즈 3문제 출제, 1인이 맞힐 때마다 3단계까지의 상금이 2배로 증가한다. | 크리스마스 특집-김제동과 100명의 女子                                                                         |
| 2012년 | 1월 24일           | 특집편           | 설날특집 스타퀴즈왕                                          | 100명의 연예인들이 서로 대결한다. 방송 시간은 7시20분부터 90분간 방송. 최후의 1인이 결정될 때까지 계속 진행된다. | 설날특집(손범수 방송인, 박은영 前 아나운서 진행)                                                              |
| 2012년 | 2월 28일           | 236회            | 대학 등록금 마련특집 2탄                                     | 1인 : 케이윌, 이홍기 | 100인 : <연예인 퀴즈 군단> <전국 14개 대학교 70명 학생> <대학생 예심 고득점자> <최후의 1인에서 떨어진 대학생> |
| 2012년 | 9월 25일           | 264회            | 개그콘서트 특집                                              | 1인: 서수민 PD 100인: 개그콘서트 100인 개그맨 | 보너스 퀴즈 3문제 출제, 100인 출연자가 모두 정답을 맞혀야 상금이 2배로 늘어난다.(3단계까지의 적립금만 해당)   |
| 2013년 | 7월 2일            | 300회 특집 3:100 | 3인 : 안녕하세요 팀(신동엽, 이영자, 컬투).                   | 100인 : <역대 최후의 1인> , <5000만원 획득자> , <퀴즈대회 우승자>, <1단계 탈락자>, <브레인 팀>, <연예인 1인 팀> 각각 6명 씩 출연, 나머지는 예심고득점자로 구성 사전 3문제 출제(전원 통과 문제, 대거 탈락 문제, 5000만원 문제로 구성), 10,50,100만원으로 구성, 4단계 이후의 보너스 퀴즈는 100인이 선택한 1인이 문제를 맞히면 100인 전원에게 한돈 세트 증정                                                      | |
| 2013년 | 9월 17일           | 310회            | 추석특집                                                     | 1인 : 김창숙, 송도순 100인 : 일반인 시어머니와 며느리 | 추석특집 |
| 2013년 | 12월 24일          | 322회            | 성탄특집                                                     | 1인 : 김범수(가수), 이은결 100인 : 100인 여성도전자(싱글녀 도전자들, 68명의 예심고득점자) | 성탄특집(8시 30분부터 90분 간 특집방송)                                                                       |
| 2014년 | 5월 6일            | 336회            | 아빠특집                                                     | 1인 : 김지선, 손병호, 100인 : 예심고득점자 아빠 | 아빠특집 |
| 2014년 | 5월 13일           | 337회            | 의사특집                                                     | 1인 : 최종원, 변우민 , 100인 : 예심고득점자 한의사 | 건강특집 |
| 2014년 | 6월 17일           | 342회            | 2014 브라질월드컵 특집                                       | 1인 : 바로(가수 B1A4), 이영표 | 2014 브라질월드컵 특집                                                                                        |
| 2015년 | 1월 13일           | 370회            | 직장인특집                                                   | 1인 : 박성광, 김영식 | 직장인특집 |
| 2015년 | 5월 19일, 5월 26일 | 388회, 389회     | 부부특집                                                     | 1인 팀 : 김소현 & 손준호, 장윤정 & 도경완 | 부부특집 |
| 2015년 | 8월 11일           | 400회            | 400회 셰프 특집                                              | 1인 팀 : 이연복 & 레이먼 킴 | 400회 셰프 특집                                                                                               |
| 2017년 | 5월 2일            | 481회            | 10주년 특집                                                  | 1인 : 김용만 | 10주년 특집                                                                                                   |

## 참고 사항
인터넷 다시보기 서비스는 라이선스로 인해 제공하지 않았으며, 다시보기와 TV 클립 및 유료 컨텐츠 서비스 제공 불가능했고 다시보기 리스트 목록이 나오지 않았다.

## 홈페이지 메뉴
이 중에서 《다시보기》와 《TV 클립》2개의 메뉴는 2018년 12월 18일 종영 이후로 없어졌다.

## 편성 변경 및 결방 사유
- 2008년
  - 8월 12일: 2008 베이징 올림픽 중계방송으로 인한 결방

- 2009년
  - 1월 27일: 설 특집 아주 특별한 개그콘서트 편성으로 인한 결방
  - 9월 29일: KBS 스포츠 2009년 한국프로야구 준플레이오프 1차전 〈롯데 자이언츠 vs. 두산 베어스〉 중계방송으로 인한 결방

- 2010년
  - 6월 29일: 2010 남아공 월드컵 선수단 환영 국민 대축제 편성으로 인한 결방
  - 9월 7일: 추석 특집 편성으로 인한 결방
  - 9월 21일: 추석 특집 <빅스타 X파일 > 편성으로 인한 결방
  - 10월 12일: 축구 국가대표 평가전 중계방송으로 인한 결방
  - 10월 19일: KBS 스포츠 2010년 한국프로야구 한국시리즈 4차전 〈SK 와이번스 vs. 삼성 라이온즈〉 중계방송으로 인한 결방
  - 11월 23일: 광저우 아시안 게임 중계방송으로 인한 결방

- 2011년
  - 6월 7일: 축구 국가대표 평가전 중계방송으로 인한 결방
  - 8월 30일: 2011년 대구세계육상 여기는 대구스타디움 중계방송으로 인한 결방
  - 9월 13일: 추석특선영화 조선명탐정: 각시투구꽃의 비밀 편성으로 인한 결방
  - 10월 11일 ~ 11월 15일: 2014년 FIFA 월드컵 아시아 3차 예선 중계방송으로 인한 결방

- 2012년
  - 8월 7일: 2012년 런던올림픽 여기는 런던 중계방송으로 인한 결방
  - 8월 14일: 런던올림픽 선수단 환영 국민 대축제 편성으로 인한 결방
  - 10월 9일: KBS 스포츠 2012년 한국프로야구 준플레이오프 2차전 〈롯데 자이언츠 vs. 두산 베어스〉 중계방송으로 인한 결방
  - 10월 30일: 대종상 영화제 시상식 편성으로 인한 결방
  - 12월 4일: 파일럿 프로그램 '음악의 참견' 편성으로 인한 결방

- 2013년
  - 6월 11일: 2014년 브라질 월드컵 예선 〈 대한민국 vs.  우즈베키스탄〉 중계방송으로 인한 결방
  - 9월 10일: 축구 국가대표 평가전 〈 대한민국 vs.  크로아티아〉 중계방송으로 인한 결방
  - 10월 8일: KBS 스포츠 2013년 한국프로야구 준플레이오프 1차전 〈두산 베어스 vs. 넥센 히어로즈〉 중계방송으로 인한 결방
  - 12월 3일: 파일럿 프로그램 '근무 중 이상무' 편성으로 인한 결방
  - 12월 31일: 2013 KBS 연기대상 시상식 중계방송으로 인한 결방

- 2014년
  - 2월 11일: 소치 동계 올림픽 중계방송으로 인한 결방
  - 2월 18일: 우리동네 예체능 동계 올림픽 특집 편성으로 인한 결방
  - 4월 1일: 파일럿 예능 <대변인들> 편성으로 인한 결방
  - 4월 22일: 세월호 침몰 사고 여파로 인한 결방
  - 9월 9일: 추석특선영화 더 테러 라이브 편성으로 인한 결방
  - 12월 2일: 파일럿 프로그램 다빈치 노트 편성으로 인한 결방

- 2015년
  - 9월 15일: KBS 스포츠 2015년 KBO 리그 〈한화 이글스 vs. KIA 타이거즈〉 중계방송으로 인한 결방
  - 9월 29일: 추석특선영화 명량 편성으로 인한 결방
  - 10월 13일: 축구 국가대표 평가전 중계방송으로 결방

- 2016년
  - 2월 9일: 설 특집 파일럿 <우리는 형제입니다'> 편성으로 인한 결방
  - 5월 17일: 리우 올림픽 여자 배구 예선 대한민국 VS 일본 중계방송으로 인한 결방
  - 8월 9일 ~ 8월 16일: 2016년 하계 올림픽 중계방송으로 인한 결방

- 2017년
  - 3월 28일 ~ 4월 4일: 파일럿 프로그램 <정신 이슈> 편성으로 인한 결방
  - 5월 9일: 개그콘서트 - 900회 특집 <레전드19> 편성으로 인한 결방
  - 5월 23일: 2017년 FIFA U-20 월드컵 〈 대한민국 vs.  아르헨티나〉 중계방송으로 인한 결방
  - 5월 30일: 2017년 FIFA U-20 월드컵 〈 대한민국 vs.  포르투갈〉 16강전 중계방송으로 인한 결방
  - 10월 3일: KBS 파업으로 인한 결방
  - 11월 7일 ~ 2018년 1월 16일: KBS 노조 파업으로 인한 결방

- 2018년
  - 2월 13일: 2018년 동계 올림픽 중계방송으로 인한 결방
  - 3월 27일: 특선영화 특별시민 편성으로 인한 결방
  - 6월 19일: 2018년 FIFA 월드컵 중계방송으로 인한 결방
  - 8월 21일: 2018년 아시안 게임 중계방송으로 인한 결방
  - 9월 11일: 축구 국가대표 친선경기 〈 대한민국 vs.  칠레〉 중계방송으로 인한 결방
  - 9월 25일: 추석특선영화 트랜스포머: 최후의 기사 편성으로 인한 결방
  - 11월 20일: 월화드라마 최고의 이혼 재방송 편성으로 인한 결방

## 같이 보기
- 도전! 골든벨